# One Touch
One Touch es el álbum debut del grupo de pop inglés Sugababes, publicado el 27 de noviembre de 2000. El álbum entró en las listas de éxitos del Reino Unido en el número 65, eventualmente escalando posiciones hasta llegar al número 26. Es el único que cuenta con la voz de la componente original Siobhán Donaghy, quién dejó el grupo en 2001 y el único grabado con la disquera London Records, quien luego de no estar contentos con el desempeño comercial del álbum decidió terminar el contrato.
Eventualmente, el álbum superó las 100,000 copias en Reino Unido y fue certificado Oro por la BPI, recibió críticas muy positivas de los expertos en música quienes estaban sorprendidos con la profundidad y madurez de sus canciones en relación con su edad.

## Sencillos
Se lanzaron cuatro sencillos: 
- Overload: Fue lanzado el 11 de septiembre de 2000 y alcanzó el puesto #6 en los UK Singles Chart. Recibió una nominación a los Premios Brit por "Mejor sencillo británico" y fue aplaudido por los críticos
- New Year: Fue lanzado el 18 de diciembre de 2000 con el fin de alcanzar el #1 en víspera de Navidad, sin embargo alcanzó el puesto #12.
- Run for Cover: Fue lanzado el 9 de abril de 2000 y alcanzó el puesto #13 en Reino Unido.
- Soul Sound: Fue el último sencillo de la promoción con Siobhán y con la disquera London Records, fue lanzado el 16 de julio de 2001 y alcanzó el puesto #30 en Reino Unido siendo uno de los sencillos menos exitosos en la carrera del grupo.

## Canciones
| N.º | Título           | Escritor(es)                                                               | Duración |  |
| 1.  | «Overload»       | J. Lipsey, C. McVey, P. Simm, S. Donaghy, M. Buena, K. Buchanan            | 4:38     |  |
| 2.  | «One Foot In»    | P. Watson, S. Cupid, L. Smith, S. Donaghy, M. Buena, K. Buchanan           | 3:25     |  |
| 3.  | «Same Old Story» | J. Temis, M. Rowe, S. Donaghy, M. Buena, K. Buchanan                       | 3:03     |  |
| 4.  | «Just Let It Go» | J. Temis, M. Rowe, S. Donaghy, M. Buena, K. Buchanan                       | 5:01     |  |
| 5.  | «Look at Me»     | C. McVey, J. Lipsey, P. Simm, F. Howard, S. Donaghy, M. Buena, K. Buchanan | 3:58     |  |
| 6.  | «Soul Sound»     | L. Edwards, S. Harley                                                      | 4:30     |  |
| 7.  | «One Touch»      | R. Tom                                                                     | 4:20     |  |
| 8.  | «Lush Life»      | R. Tom, C. Macintosh                                                       | 4:28     |  |
| 9.  | «Real Thing»     | J. Themis, M. Rowe, S. Donaghy, M. Buena, K. Buchanan                      | 4:04     |  |
| 10. | «New Year»       | C. McVey, J. Lipsey, M. Rowe, F. Howard, S. Donaghy, M. Buena, K. Buchanan | 3:51     |  |
| 11. | «Promises»       | C. McVey, J. Lipsey, F. Howard, P. Simm, S. Donaghy, M. Buena, K. Buchanan | 3:17     |  |
| 12. | «Run for Cover»  | J. Lipsey, P. Simm, C. McVey, S. Donaghy, M. Buena, K. Buchanan            | 3:48     |  |

| Bonus track de la versión japonesa |                    |          |  |
| N.º                                | Título             | Duración |  |
| 13.                                | «Don't Wanna Wait» | 4:42     |  |

## Posicionamiento en listas
| País                              | Mejor posición |
| --------------------------------- | -------------- |
| Alemania (Media Control Charts)   | 7              |
| Australia (ARIA)                  | 63             |
| Austria (Ö3 Austria)              | 6              |
| Irlanda (IRMA)                    | 55             |
| Nueva Zelanda (Recorded Music NZ) | 16             |
| Reino Unido (UK Albums Chart)     | 26             |
| Suiza (Schweizer Hitparade)       | 8              |

## Certificaciones
| País                         | Organismo certificador | Certificación | Copias certificadas |
| ---------------------------- | ---------------------- | ------------- | ------------------- |
| Certificaciones de One Touch |                        |               |                     |
| Reino Unido                  | BPI                    | Oro           | 100,000             |